# Opuscolo sul presunto punto oscuro della partenza dei Mille
Secondo una certa narrazione la notte della partenza, la ronda di mare notturna, chiamata anche "ronda del fuoco", in quanto addetta alla verifica che tutti i fuochi fossero spenti nelle navi ancorate, nel giro di ronda dalla mezzanotte alle 2, avendo notato lumi e movimento a bordo della navi Piemonte e Lombardo, salì a bordo del Lombardo per un controllo di routine. Il vice-brigadiere dei carabinieri Francesco Fraschini e il timoniere Luigi Cossa, dopo avere scoperto il sequestro della nave ed essere stati trattenuti a bordo per qualche tempo, vennero silenziati dal Bixio e successivamente allontanati con la raccomandazione di non avere notato nulla. Scesi a terra, gli agenti della ronda si recarono immediatamente al comando del Capitano del Porto, il quale, con un rapporto sull'accaduto, convocò il maresciallo d'alloggio dei carabinieri Carlo Becchio, che avrebbe poi convinto il Capitano a non procedere, attribuendosi così forse un po' di merito di avere contribuito alla partenza della Spedizione. Il Becchio scrisse anche un opuscolo di venti pagine al riguardo: "Un punto oscuro della Spedizione dei Mille, Tip. Sociale, Pinerolo, 1893",, secondo il quale parte del ritardo della partenza dal porto di Genova sarebbe dipeso da quel fatto, ma Canzio ed Elia negano che il fatto sia effettivamente avvenuto. 
Nonostante i dubbi avanzati da molti sulla veridicità della vicenda, secondo Carlo Agrati l'incidente sarebbe avvenuto realmente, ma a bordo della nave Piemonte, come confermato dal giornale di bordo, scambio di nome della nave possibile, in quanto il Becchio scrisse l'opuscolo a trentatré anni dal fatto, ed Elia anche sarebbe nel vero, affermando che tale incidente non avvenne, in quanto lo stesso si trovava a bordo della nave Lombardo.
Al riguardo risulta difficile credere che le autorità non fossero state in qualche modo informate di non intervenire, come accadde lungo il tratto di costa ad est di Genova.